# Priego de Córdoba
Priego de Córdoba es un municipio y una ciudad española de la provincia de Córdoba, en la comunidad autónoma de Andalucía. Perteneciente a la comarca de la Subbética, cuenta con una población de 21 826 habitantes (INE 2024).

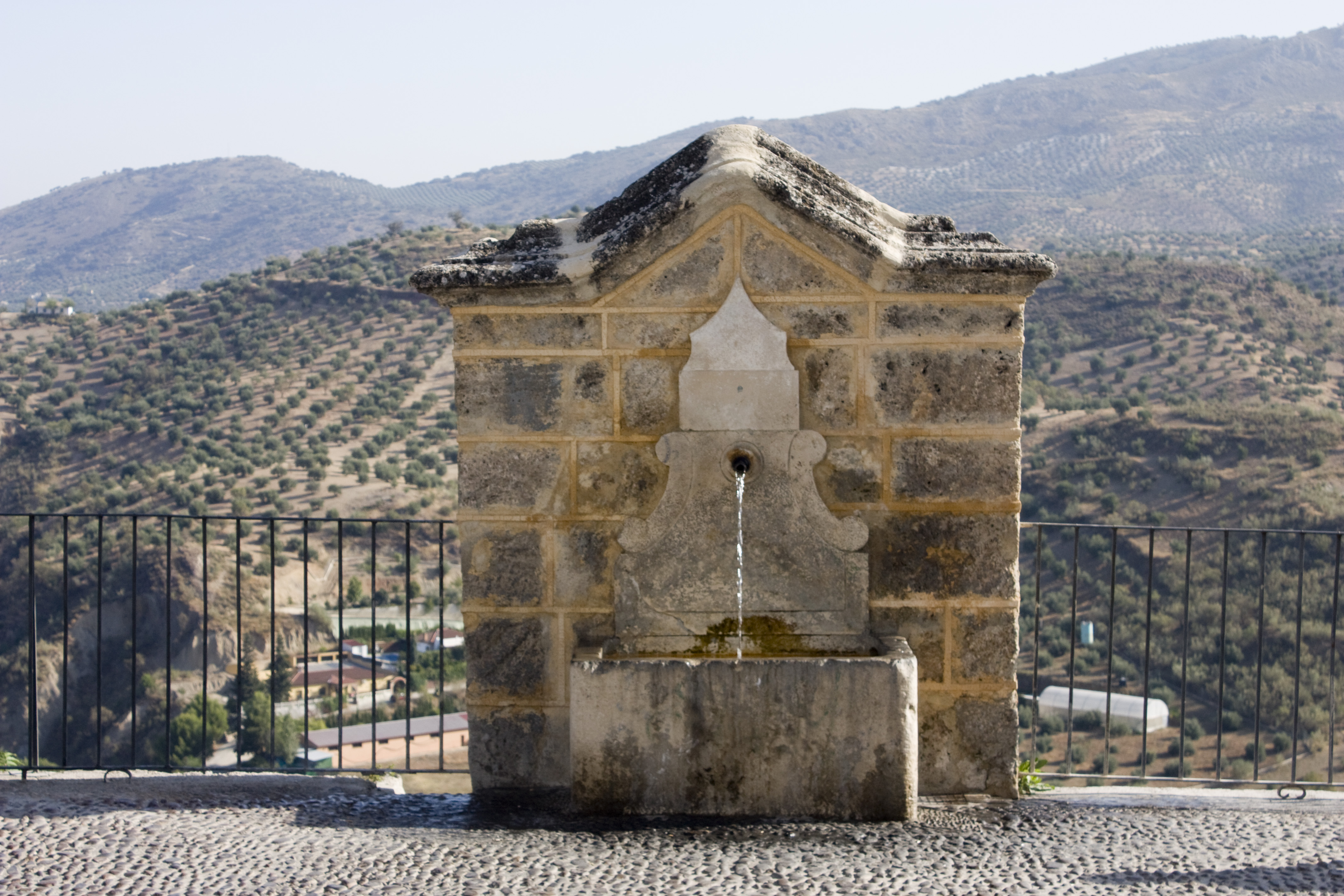
Fuente de Agua en el Adarve

Cabeza de partido judicial en la que se levantan 9 aldeas y 17 diseminados, pertenece a la comarca de la Mancomunidad de la Subbética, que se encuentra ubicada en la subbética andaluza y es integrante de la Ruta del Califato.
Es conocida como ciudad del agua por la multitud de manantiales que brotan en su entorno y joya del Barroco cordobés por el elevado número de construcciones de estilo barroco que posee.

## Geografía

### Ubicación
Ubicada en el sureste de la provincia de Córdoba, a unos 100 km de la capital, Priego de Córdoba se encuentra localizada en pleno corazón de las Sierras Subbéticas, limitando con dos provincias, al este con Jaén y al sureste con Granada, y tres partidos judiciales, al noroeste con Baena, al suroeste con Rute y al oeste con Cabra.

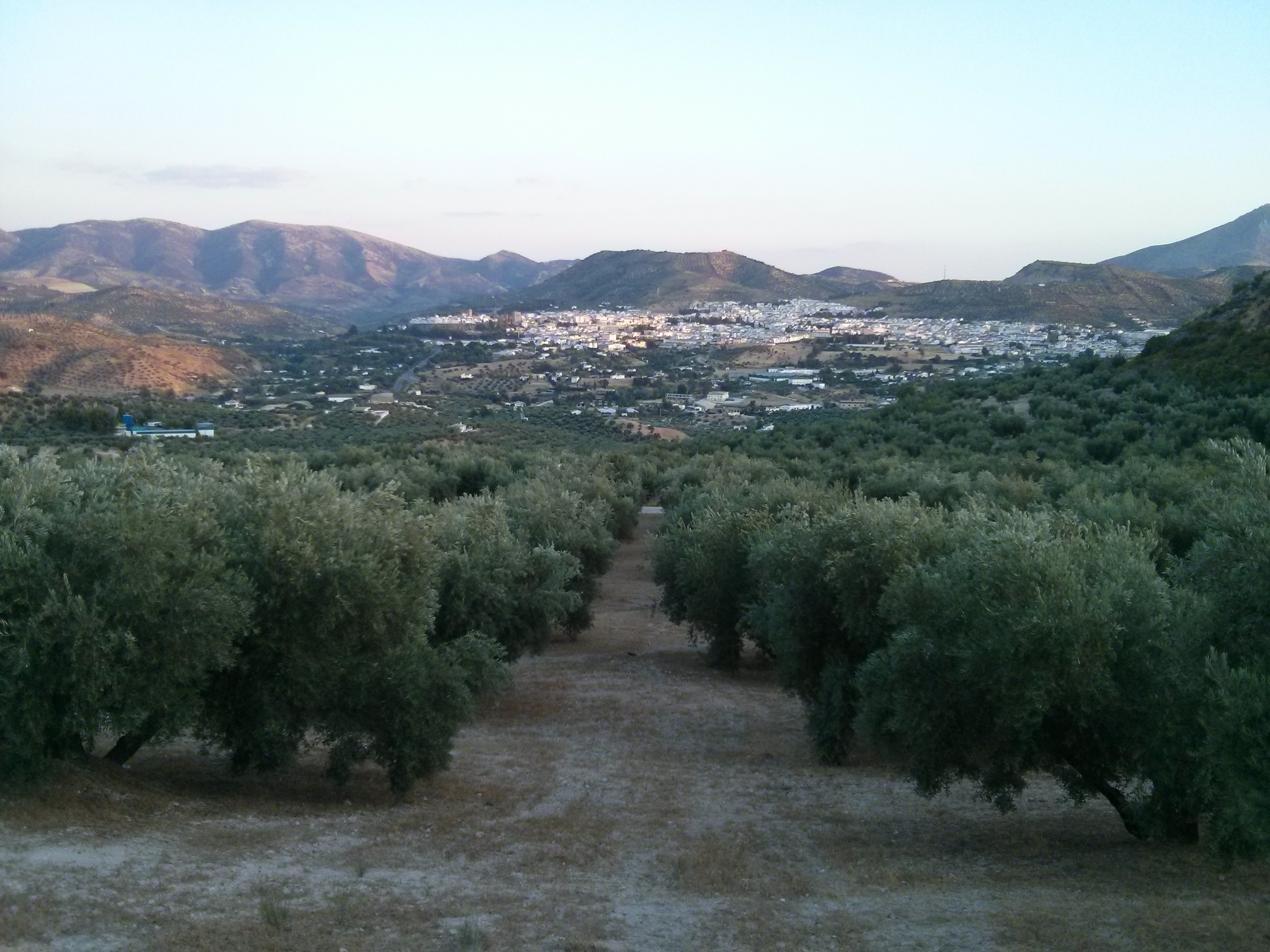
Vista de Priego de Córdoba desde la lejanía de un bidón

Limita con los municipios de Fuente Tójar, Alcaudete y Luque al norte, al este con los de Alcalá la Real, Almedinilla y Montefrío, al sur con los de Algarinejo e Iznájar y al oeste con los de Rute, Carcabuey y Luque. Es cabecera de partido judicial que comprende, además, los municipios de Almedinilla, Carcabuey y Fuente Tójar integrando una comarca natural dentro de la Subbética cordobesa, con un parque natural de 31 568 ha con un alto interés ecológico por su vegetación, fauna y gran valor paisajístico de su entorno.
Su altitud sobre el nivel del mar es de 652 m.
En el límite sureste se localiza la sierra de Horconera, con el pico más alto de toda la provincia, La Tiñosa con 1570 m o el pico Bermejo con 1476 m. Presenta un terreno llano en dirección hacia el norte y montañoso en las demás partes siendo cortado por algunos pequeños valles. Al sur se hallan diversas sierras que toman los nombres de sierra la Horconera, sierra de la Tiñosa y sierra de Jaula. También se encuentra en las cercanías grandes alturas, como la cercana sierra de Albayate, con alturas próximas a los 1300 m y que ha sido declarada como Complejo de Interés Turístico.
| Noroeste: Baena                       | Norte: Fuente Tójar, Alcaudete y Luque | Noreste:                                            |
| Oeste: Cabra, Rute, Carcabuey y Luque |                                        | Este: Jaén, Alcalá la Real, Almedinilla y Montefrío |
| Suroeste: Rute                        | Sur: Algarinejo e Iznájar              | Sureste: Granada                                    |

### Clima
Priego de Córdoba presenta un clima mediterráneo continentalizado de influencia atlántica, propiciado por la lejanía del litoral y favorecido por la escasa influencia marítima, en el que las precipitaciones que antaño fueron abundantes, en la actualidad se manifiestan de forma irregular en invierno y muy escasas en verano.
La temperatura media anual suele ser elevada, en torno a los 19 °C, con inviernos suaves en los que se presentan bajadas de temperaturas de forma brusca, llegando a alcanzar grados bajo cero, y donde la media anual existe una probabilidad de nieve, y veranos muy calurosos y secos con temperaturas de hasta 44 °C.

### Recursos naturales
- El arroyo Genilla, ubicado en la región más occidental del término municipal, se une al río Zagrilla y presenta una vegetación de ribera característica y que es empleado para el riego de huertas y el cultivo de membrillos.
- El río Salado, cuyo tramo inicial a su paso por el núcleo urbano, se encuentra completamente desnudo de vegetación en su ribera, con laderas muy erosionadas que han sido utilizadas para explotación agrícola en su totalidad.
- La Tiñosa es la montaña más alta de la provincia de Córdoba con una altitud de 1570 m de altitud.
- La sima de Abraham es una cavidad natural, recientemente desobstruida, situada en la ladera sur de la sierra Alcaide.

## Historia

### Prehistoria y época romana
Las primeras referencias sobre Priego de Córdoba datan del periodo Musteriense (Paleolítico Medio, 40 000-33 000 a. C.), que se consolidan dadas las evidencias que se han encontrado, como los numerosos hallazgos históricos encontrados y presentes en los museos municipales, y que culminaron con el proceso de ocupación por parte de los romanos entre el siglo III a. C. y el siglo V d. C., en medida debido a la excepcional situación geográfica de la que disfruta como punto clave y que debido a los hallazgos encontrados se confirma como pagus, o subdivisión territorial, del municipio latino de Ipolcobulcula (actual Carcabuey), dedicado a la explotación agropecuaria del entorno.

### Época musulmana
Denominada "Medina Bahiga" durante el periodo del Califato de Córdoba, Priego de Córdoba fue capital de una de las coras del territorio de al-Ándalus, mientras se desarrollaba el periodo de dominio musulmán en la península ibérica a mediados del siglo IX.
Participando en las campañas del emir Muhámmad I sobre el año 863, en las que intervinieron un gran número de los lugareños, desempeñó un importarte papel en las guerrillas que se mantuvieron dentro del seno del emirato cordobés por su control entre Omar ben Hafsún, Saíd ben Mastana y Banu Matruh, convirtiéndose en 889 como centro de operaciones de Ibn Mastana, seguidor de Omar Ben Hafsún y uno de los más importantes cabecillas insurrectos, que se autotituló "Señor de Priego y Luque", época en la que Priego de Córdoba vivió cierta prosperidad.
Al desaparecer el Califato de Córdoba pasó a formar parte inicialmente del Reino Zirí de Granada, pasando después a formar parte del Reino Nazarí y acabando en 1090 siendo ocupada por los Almorávides, los cuales fueron sustituidos posteriormente por los Almohades a mediados del siglo XII.

### Conquista cristiana
Mientras se producían disputas y luchas internas en pleno seno del Emirato de Córdoba, el rey Fernando III aprovechó para tomar la localidad en el año 1225, que posteriormente donó a la Orden de Calatrava para su protección y defensa como punto estratégico en el desarrollo de la Reconquista cristiana.
Concesión frustrada, pues Priego volvió a integrar parte del Reino Nazarí de Granada hasta su reconquista definitiva por parte de Alfonso XI en 1341, que reconstruyó la muralla del castillo y fomentó la repoblación mediante la concesión de ciertos tributos acabando a formar parte de la Casa de Aguilar mediante la intervención de su señor Gonzalo Fernández de Córdoba y que fue concedido a su descendiente Pedro Fernández de Córdoba y Pacheco por los Reyes Católicos en 1501, pasando a ser titular del Marquesado de Priego.

### Edad Moderna
Siendo nombrado en 1501 como primer marqués de Priego a Pedro Fernández de Córdoba y Pacheco por los Reyes Católicos, primogénito de la Casa de Aguilar, se produjo una época de gran progreso y avance con la construcción de la Casa del Cabildo, la cárcel, el Pósito, las Carnicerías y la iglesia de San Esteban, hoy conocida como San Francisco. mientras se mantenían pleitos en defensa de sus fueros y privilegios.
En el siglo XVII, debido la imposición del impuesto de las alcabalas, Priego sufrió un empeoramiento de la situación económica, llegando a un acuerdo en 1617 con Felipe III, y que posteriormente ratificó Felipe IV, para la compra de las alcabalas por parte de la villa. En este siglo se fundó el "Hospital de la Caridad", situado en la Puerta Granada, y se sufrieron varias epidemias de peste en 1650 y 1680.
Durante el siglo XVIII, con la expulsión de los moriscos del barrio de la Puerta Granada, se vuelve a vivir otra época próspera, llegando a ascender su población a más de 3000 personas, convirtiéndose en uno de los centros más importantes de industria de la seda, vendiendo "El tafetán" y "El terciopelo" en Sevilla, Málaga, Navarra, Portugal, Francia e Indias. En 1705 la villa toma parte en la Guerra de Sucesión y defensa de Gibraltar, pasando en 1711 a depender del Ducado de Medinaceli.
El Barroco toma importancia en este siglo, debido al influjo de la escuela de artistas, creada por el arquitecto Francisco Hurtado Izquierdo.
A finales de este siglo, la riqueza menguó, perdiéndose casi en su totalidad debido, en gran medida, al deterioro de la producción de la morera, a los impuestos y a la presión competitiva de los tejidos de algodón ingleses y catalanes.
A pesar de la crisis iniciada a finales del siglo XVIII, durante principios del siglo XIX se produce un aumento de la población, llegando a los 27 000 habitantes gracias al desarrollo industrial en el sector textil, de la producción agrícola y adhesión a la monarquía constitucional que le permite obtener el título de ciudad por el rey Alfonso XII en 1881, a pesar de la desaparición de los gremios locales y la turbulenta situación política existente, entre la Guerra de la Independencia Española y las luchas entre liberales y conservadores.

### SigloXX

#### Inicio delsigloXX

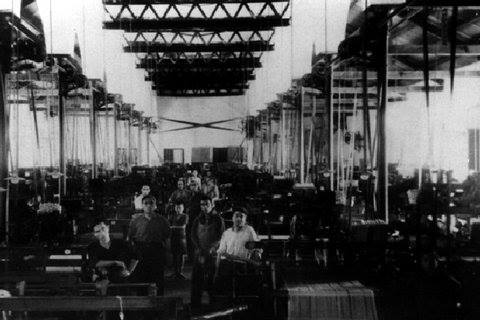
Fábrica de Julio Matilla en las Angosturas, con sus casas para los trabajadores e iglesia, luego de celebrar un año la Romería de la Virgen de la Cabeza, pero debido a que hubo un ahogado en la piscina ya no se volvió a celebrar más.

A principios del siglo XX existían más de cuarenta molinos siendo uno de los principales motores de la economía de la zona.
En la década de 1920 se produce un aumento importante en la industria textil que mengua en la década de 1970 y que produce la reconversión en industrias de la confección.

#### Guerra civil
Secundando la rebelión el teniente de la Guardia Civil el mismo día, 18 de julio, se unió también el entonces alcalde Francisco Adame Hernández, propietario y nicetista, junto a todo a todos los nicetistas de Priego de Córdoba.
La unanimidad entre Guardia Civil y Ayuntamiento se mostró tan sólida que el alcalde, antes republicano, siguió en sus funciones normalmente, y no se pensó que fuera necesario incautarse del Ayuntamiento, destituyendo la Corporación, como había ordenado Cascajo a todos los puestos de la Guardia Civil.
El 22 de julio, con la llegada a la ciudad de José Tomás Valverde Castilla, tradicionalista de Renovación Española y conspirador en la capital a las órdenes de Calvo Sotelo y de José Cruz Conde procedió a purgar el consistorio debido a la educación republicana del alcalde, a pesar de que su adhesión al golpe de Estado era sincera.
El 3 de agosto Valverde volvió a Priego de Córdoba, ahora con un programa más preciso para la reorganización política de la ciudad. Tres eran los objetivos de este viaje: destituir el Ayuntamiento, armar convenientemente al vecindario adicto y presentar al nuevo comandante militar de la plaza, teniente Roldán Écija.
Finalmente se procedió a organizar a los paisanos armados en unidades de infantería y caballería. Estas columnas se extendieron por todos los pueblos de los alrededores, con lo que el golpe quedó consolidada en todo el cacicato.
El 10 de agosto guardias civiles y falangistas con armamento enviado de Sevilla, al mando del teniente Roldán Écija, que fue nombrado por Cascajo comandante militar de la plaza, se ocuparon de consolidar la ocupación y represión de los pueblos de alrededor como Fuente Tójar, Alcalá la Real, Algarinejo, Luque, Lojilla (Granada), ocupando el 20 de agosto la aldea de El Higueral.
Campesinos inocentes y ajenos a todo comenzaron a ser fusilados desde el mes de agosto. En el Registro Civil aparecen 19 víctimas. Se fusiló en los alrededores de Priego y en las carreteras próximas, contándose entre las víctimas numerosos campesinos de las aldeas y que no constan inscritos, ni tampoco otros fusilados de pueblos próximos que acabaron sus días en la cárcel de Priego, no constando víctimas de derechas.
Véase también:
- Guerra civil española en la provincia de Córdoba
- Guerra civil española

#### Finales de siglo
Una vez vuelta la democracia tras la guerra civil española, Priego de Córdoba trata de reestructurarse tras perder su industria textil en pos de Cataluña, volcándose en la labor de producción de aceite como valor y máximo exponente en su vuelta al sector primario e industria de medio rural.

## Demografía
Priego de Córdoba cuenta con una población de 21 826 habitantes (INE 2024).
| Gráfica de evolución demográfica de Priego de Córdoba entre 1842 y 2021 |
| |
| Población de derecho según los censos de población del INE Población de hecho según los censos de población del INEEn 1857 disminuye el término del municipio porque independiza a Almedinilla y Fuente Tójar |

### Núcleos de población
El ámbito del municipio se compone de 8 aldeas y 17 diseminados. La mayor parte de las aldeas se encuentran situadas en la zona norte del municipio, predominando en el sur caseríos y cortijos, poblaciones que no suelen superan el millar de habitantes y que viene a confirmar una economía basada en el olivar y en las que la arquitectura común más significativa son grandes casas blancas, típicas del entorno andaluz rural con voluminosos patios y plazuelas.

#### Aldeas
- Los Villares
- Camponubes
- La Concepción
- El Cañuelo
- Castil de Campos
- Jaula
- Navasequilla
- Las Navas
- El Esparragal
- Las Lagunillas
- Zagrilla
- Zamoranos

#### Diseminados
- Las Angosturas
- Azores
- El Castellar
- Genilla
- El Higueral
- Las Navas
- Las Paredejas
- El Poleo
- La Poyata
- Los Ricardos
- Salado
- Solvito
- El Tarajal
- La Vega
- El Collado
- Fuente Alhama

## Economía
El término municipal de Priego de Córdoba está dedicado casi en su totalidad a la agricultura del olivar para la elaboración del aceite, del que ha obtenido la denominación de origen, en parte debido a la climatología y geología del entorno, con un relieve muy accidentado, no muy propicio debido al alto índice de pendientes existentes, y un clima que han propiciado su desarrollo, aunque también dedicado al cultivo del cereal, leguminosas y otros cultivos.
Debido a su historia, con un rico patrimonio histórico que data desde la época romana, y a su ubicación, enclavado dentro del parque natural de las Sierras Subbéticas en pleno centro de Andalucía, se está explotando el desarrollo del turismo.

## Administración municipal
La composición de gobierno municipal se distribuye en 21 concejales. En las elecciones que tuvieron lugar en el año 2015 sobre un censo electoral de 19 025, se obtuvo un índice de participación del 63.67 % (11 899), una abstención del 36.33 % (5332), un 1.53 % (180) de votos en blanco y un 1.32 % (157) de votos nulos. Se constituyó la Administración municipal obteniendo la alcaldía María Luisa Ceballos Casas (PP), aunque por moción de censura José Manuel Mármol Servián (PSOE) ocupó el cargo hasta las elecciones de mayo de 2019, donde María Luisa Ceballos Casas volvió a la alcaldía con una amplia mayoría absoluta.
| Periodo   | Nombre | Partido |
| --------- | --- | ------- |
| 1979-1983 | Pedro Sobrados Mostajo                                                                                    | PSOE    |
| 1983-1987 | Pedro Sobrados Mostajo                                                                                    | PSOE    |
| 1987-1991 | Tomás Rafael Delgado Toro                                                                                 | PSOE    |
| 1991-1995 | Tomás Rafael Delgado Toro                                                                                 | PSOE    |
| 1995-1999 | Tomás Rafael Delgado Toro                                                                                 | PSOE    |
| 1999-2003 | Tomás Rafael Delgado Toro                                                                                 | PSOE    |
| 2003-2007 | Juan Carlos Pérez Cabello                                                                                 | PA      |
| 2007-2011 | Encarnación Ortiz Sánchez                                                                                 | PSOE    |
| 2011-2015 | María Luisa Ceballos Casas                                                                                | PP      |
| 2015-2019 | María Luisa Ceballos Casas (Hasta el 8 de mayo de 2017, por moción de censura) José Manuel Mármol Servián | PP PSOE |
| 2019-2023 | María Luisa Ceballos Casas                                                                                | PP      |
| 2023-act. | Juan Ramón Valdivia Rosa                                                                                  | PP      |

### Evolución de la deuda viva municipal
El concepto de deuda viva contempla sólo las deudas con cajas y bancos relativas a créditos financieros, valores de renta fija y préstamos o créditos transferidos a terceros, excluyéndose, por tanto, la deuda comercial.
| Gráfica de evolución de de la deuda viva del Ayuntamiento de Priego de Córdoba entre 2008 y 2024             |
| |
| Deuda viva del Ayuntamiento de Priego de Córdoba, en miles de euros, según datos del Ministerio de Hacienda. |

## Sociedad

### Educación
A mediados del siglo XIX, en Priego de Córdoba, existían dos escuelas públicas para servicio de unos 200 alumnos, ampliando con una escuela para niñas pobres fundada por María Josefa del Mármol para un total de 400 niñas y tres escuelas de señoras con unas 70 discípulas. Esto provocó una tasa de analfabetismo muy superior a la media de la provincia de Córdoba alcanzando un 86.6 % entre la población mayor de 10 años, siendo un 82.6 % para los varones y un 90.3 % para hembras.

## Comunicaciones por carretera
Históricamente, Priego de Córdoba se ha encontrado atravesado por la antigua N-321 (Úbeda-Málaga), que venía pasando por Alcaudete, atravesaba el núcleo urbano de Priego de Córdoba en forma de travesía, y continuaba hacia Loja, para dirigirse a Málaga vía Archidona y Colmenar. Otra carretera histórica fue la C-336, que atravesaba el núcleo urbano de este a oeste, coincidiendo con la actual avenida de Granada, la calle Ramón y Cajal, la avenida de España y la avenida de Niceto Alcalá Zamora. Hoy día se pueden encontrar restos de la C-336 en los accesos a Carcabuey y Almedinilla, entre otros.
La antigua N-321 (que atravesaba el paraje de Las Angosturas) fue transferida a la Junta de Andalucía, la que la dividió, reformó y renombró: la A-333 (desde su conexión con la N-432 hasta la ciudad de Priego), mientras que hacia Loja vía Algarinejo conserva su nombre inicial (N-321 o bien A-4154, según los mapas), hasta encontrarse con la A-92. Actualmente la A-333 está siendo reformada (pero a un ritmo lento), para mejorar el acceso a la N-432 (hacia Córdoba), a la A-316 (hacia Jaén) y a los habitantes de Fuente Tojar, Castil de Campos y El Cañuelo, entre otros.
Por otra parte la C-336 sucumbió en favor de la A-340 (Estepa-Guadix), renombrada posteriormente como A-339 que cubre el trayecto Cabra-Alcalá la Real. La idea de convertir la antigua A-340 en una autovía chocó de frente debido a dos causas: la presencia del parque de las Sierras Subbéticas, que hubiera tenido que ser atravesado si se construyese, y el poco volumen de vehículos por la A-340 desde Cabra a Alcalá la Real. En su lugar se construyó un carril para vehículos lentos que atraviesa el parque y que ha suscitado múltiples protestas de grupos ecologistas.
La construcción de la futura autovía A-81 (Badajoz-Granada por Córdoba), siguiendo el trayecto de la actual N-432 dejará a Priego de Córdoba más cerca de una vía de gran capacidad, ya que la más cercana hasta ahora (la A-45 Córdoba-Málaga), queda lejos. Otra autovía que dejará a Priego más comunicado será la futura autovía del Olivar (Estepa-Úbeda), ya que su punto más cercano a la ciudad será cuando pase junto a Cabra o junto a Baena.

## Símbolos

### Escudo

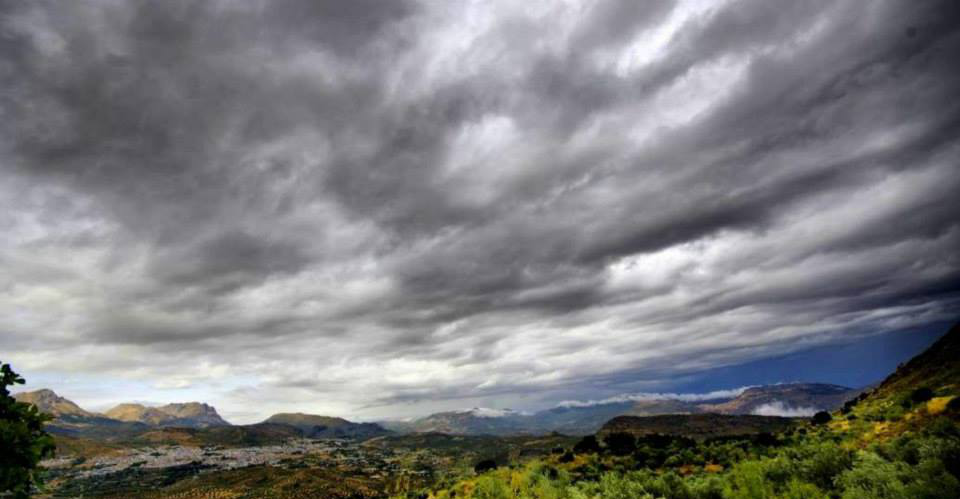
Nubes sobre Priego de Córdoba

El blasón originario fue un escudo con un castillo de oro (amarillo) en campo de sinople (verde), hasta la adopción final del actual en el siglo XVIII. En el escusón, en campo de oro un árbol de sinople, y brochante sobre el mismo tres bandas de sinople en campo de oro, bordura o filiera de gules con ocho escudetes de oro, en la que cada uno incorpora una banda de azur. Segundo cuartel: un águila de sable coronada, que se quiere en El Atlante porte en su pecho las armas de los Fernández de Córdoba. Tercero: en campo de plata, una espada o sable de azur, con la empuñadura de oro puesta en palo, con la punta hacia el jefe, flanqueada por sendos brazos de ángel, alados, movientes a diestra (vestido de gules) y siniestra (vestido de azur) que la sujetan con sus manos. Cuarto: cinco hojas de higuera de sinople en sotuer (por los Figueroa), y en su punta un león rampante de su color. Y quinto: dos leones rampantes de su color, en palo sobre campo de plata.

## Patrimonio Histórico Andaluz
Tras la aprobación del Estatuto de Autonomía para Andalucía en 2007, que otorga competencia exclusiva a la Junta de Andalucía sobre el patrimonio histórico, artístico, monumental, arqueológico o científico como una labor para la investigación y la difusión del conocimiento de los valores históricos, culturales y lingüísticos del pueblo andaluz, se catalogaron como Patrimonio Histórico Andaluz dentro del municipio de Priego de Córdoba más de 30 bienes.

## Patrimonio

### Balcón del Adarve

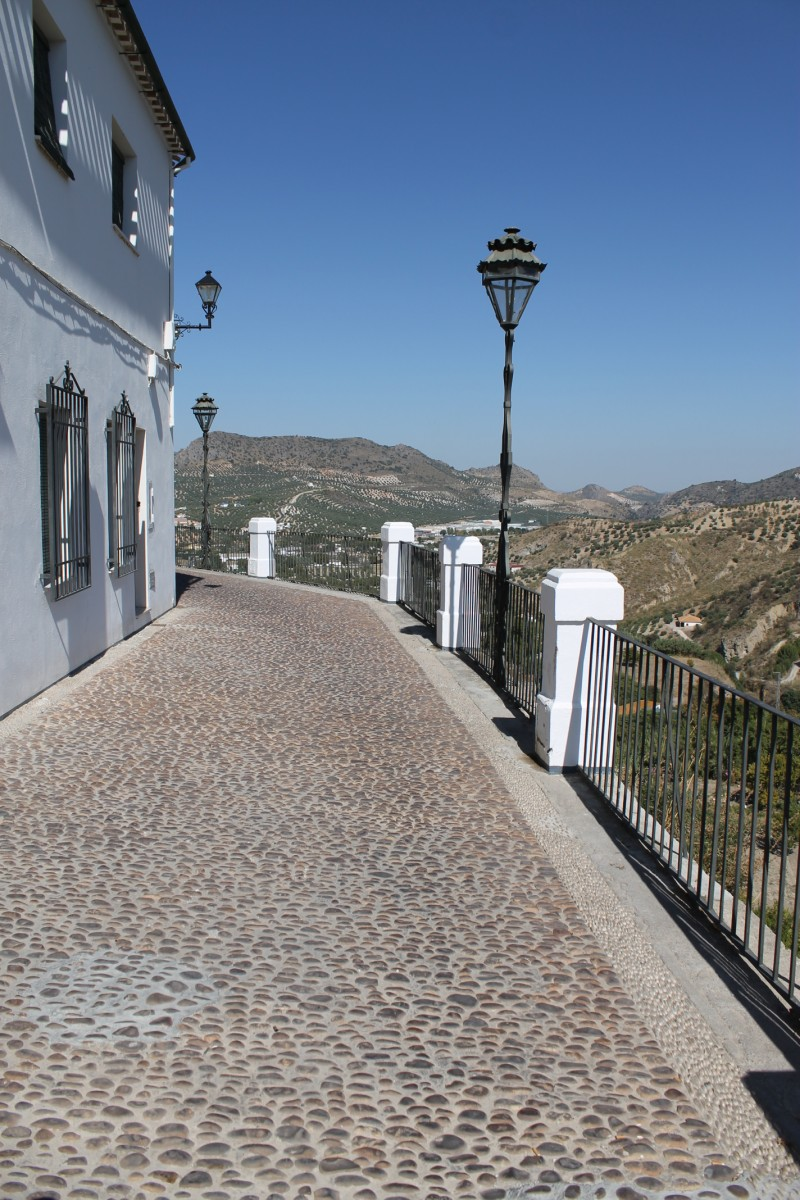
El Balcón del Adarve

Balcón natural abierto, de unos 55 m de altura en dirección este, que consta de tres fuentes distribuidas de forma regular y de las que mana continuamente agua. Limita con el barrio de la villa formando un límite de corte que debido al considerable desnivel ha garantizado la inexpugnabilidad de Priego a lo largo de la historia.

### Barrio de la Villa
Barrio de origen andalusí, de la época musulmana-medieval durante el periodo de Al-Ándalus, raíz del municipio que se encuentra situado en el casco antiguo, contiguo al castillo de Priego y limitando con el Balcón del Adarve, y que fue declarado conjunto histórico-artístico en 1972.

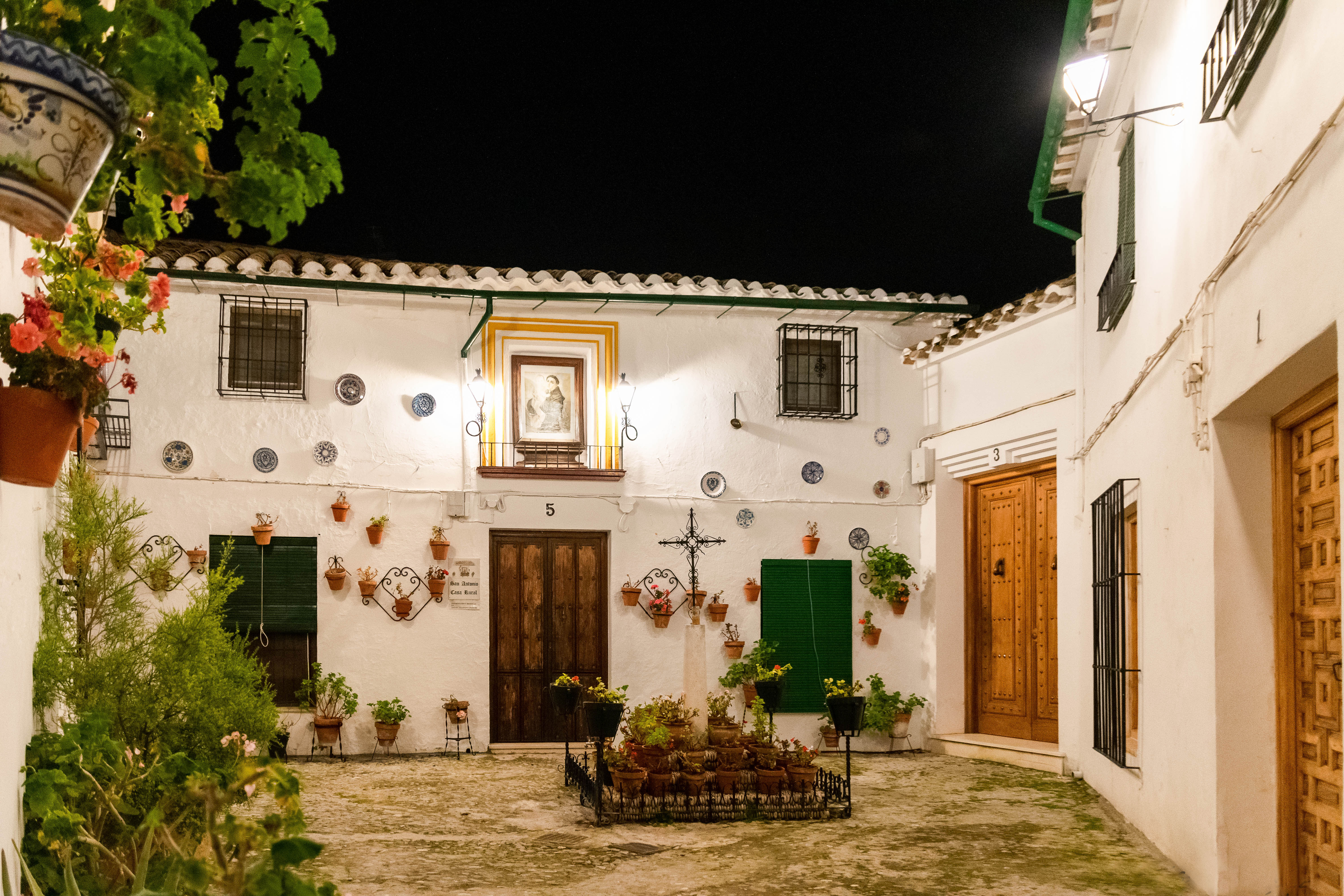
Barrio de la Villa Plaza de San Antonio

Destaca por sus calles, compartiendo arquitectura con barrios como el Albaicín de Granada o la judería de Córdoba, que son sinuosas, de mínimas dimensiones, blancas y estrechas adornadas con flores.

Los vecinos cuidan celosamente durante todo el año adornar sus fachadas pero es a finales de la primavera, para las fiestas del Corpus Christi, cuando el barrio vive sus días de mayor esplendor con una explosión de luz y color con mosaicos de hojas de flores en el suelo y paredes blancas y llenas de macetas.

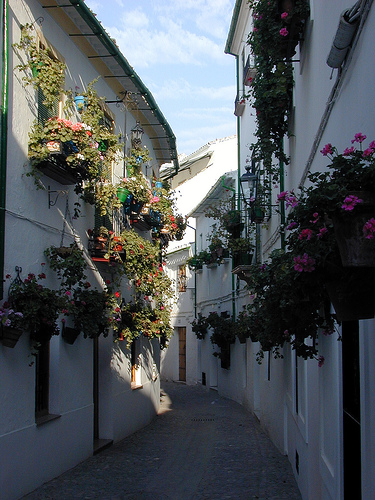
Calle Real

Un recorrido por el barrio de la Villa podía pasar por la plaza de Santa Ana, plaza en la que se encuentra una de las puertas de la iglesia de la Asunción, después nos adentramos en la calle Real hasta la llegar a la plaza de San Antonio. De ahí nos movemos hasta el Adarve, balcón entre campo y tanto encanto, volviendo por la calle Real y atravesando la calle Bajondillo.

### Carnicerías Reales
Antiguo matadero y mercado del siglo XVI, construidas entre 1576 y 1579, fueron diseñadas por el arquitecto jienense Francisco del Castillo "el Mozo", con una fachada de estilo manierista de ascendencia italiana, con columnas, sobre las que se sitúa un frontón triangular.
La arquitectura del recinto se compone de una planta cuadrada, con un patio central, el cual posee galerías de arcos de medio punto sobre columnas de piedra y torres con ángulos, destacando la escalera en espiral.

### Calle Río
Recibe su nombre por ser el cauce natural del manantial de la fuente de la Salud (hoy en día entubado y soterrado) que hace que tenga forma zigzagueante, en ella se pueden ver bastantes casas-palacio (de entre los siglos XVIII hasta principios del s. XX) donde vivían las familias adineradas de Priego, entre las que cabe destacar la casa natal de Niceto Alcalá Zamora, primer presidente de la II República Española. También hay casas señoriales en la calle Carrera de las monjas y cerca de la iglesia de la Aurora. 

### Castillo
El castillo de Priego de Córdoba es una fortaleza árabe, reformada en los siglos XIII y XIV, después de la reconquista cristiana, de carácter principalmente militar y compuesto por varias torres cuadrangulares y una cilíndrica, al que otorgó la Junta de Andalucía en 1993 el reconocimiento especial a los castillos de la comunidad autónoma de Andalucía.
Entre sus torres cabe destacar la torre del homenaje, también conocida como Torre Gorda (musealizada dentro), que fue declarada Monumento Histórico-Artístico en 1943 y cuya ubicación se encuentra en el patio de armas con una altura de 30 m, aunque en la actualidad parte de ellos son semi-subterráneos.

### Arco de San Bernardo o "Puente Llovía"
Es un arco en piedra de finales del s. XV o principios del XVI que formaba parte de un molino del marqués de Priego que tuvo que construirlo para salvar el camino que discurre hacia el adarve bajo.

### Fuente de la Salud
Obra Manierista del s. XVI y al lado de la fuente del Rey.

### Fuente del Rey

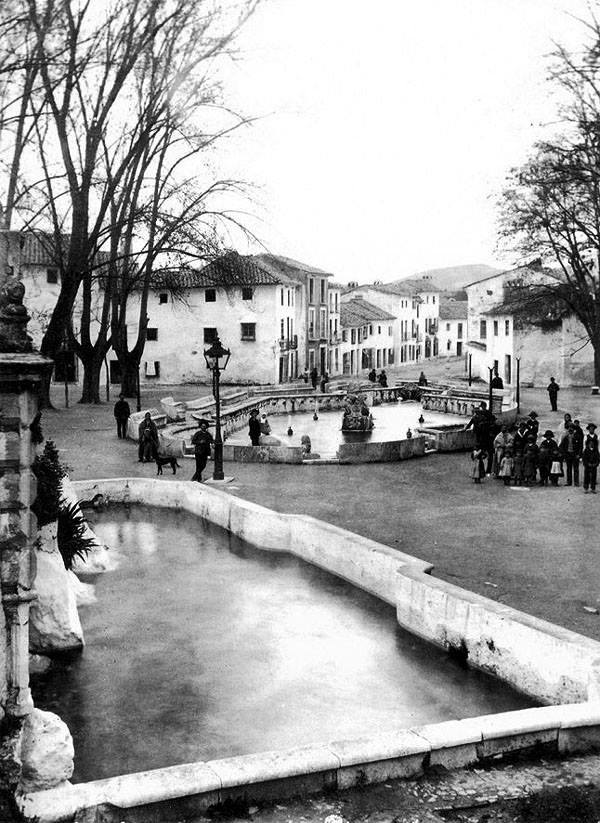
Fuente del Rey antaño.

De estilo barroco, fue construida por Remigio del Mármol en 1803, tras sufrir distintas alteraciones desde el siglo XVI, para aprovechar las aguas que manan de un manantial.
Siendo declarada Patrimonio Nacional, se encuentra ubicada, junto a la "Fuente de la Salud" del siglo XVI, en el centro de la ciudad y está compuesta por 139 chorros, muchos de ellos con mascarones de piedra de rostros fantasmagóricos, y tres estanques situados a distinto nivel y forma alargada en la que predominan contornos curvos y que está bordeada de asientos en su totalidad. En el primer estanque se encuentra una escultura con un león y una serpiente luchando, obra atribuida al escultor neoclásico José Álvarez Cubero. En el segundo estanque, realizado por Remigio del Mármol, la figura central es la escultura de Neptuno y Anfítrite, que cabalgan sobre un carro tirado por caballos que salen del agua. El agua cae desde el segundo al tercer estanque por medio de una cascada, y acaba saliendo por el mascarón del Clero.

### Paseo de Colombia
Llamado desde su construcción Paseo del Adarve, y popularmente conocido como Paseo de las Rosas, no fue hasta 1923 cuando se le otorga el nombre actual de Paseo de Colombia. Nombre en honor de Antonio Caballero y Góngora, arzobispo y virrey de Nueva Granada durante el periodo del Virreinato de Nueva Granada entre el año 1782 y 1789, con motivo del segundo centenario de su nacimiento.

### Plaza de toros
Coso taurino construido en 1892, consta de dos plantas y posee la peculiaridad de que se encuentra excavada en una antigua cantera, de ahí su sobrenombre de "Plaza de Las Canteras". En sus límites se encuentra ubicado el parque taurino, adaptado al entorno en que se encuentra ubicada la plaza.
Siendo inaugurada oficialmente el 7 de agosto de 1892, por ella han pasado toreros como Lagartijo, Rafael Guerra "Guerrita", Julio Aparicio o Finito de Córdoba, así como también se han celebrado corridas a personajes ilustres como la corrida de toros en homenaje a Niceto Alcalá Zamora el 2 de septiembre de 1932.

### Recreo de Castilla o Huerta de las Infantas
Abierto al público en 2013, está conformado por una vivienda, llamada "La Quinta", y una amplia extensión de jardines románticos, ubicado debajo del balcón del adarve, siendo uno de los rincones con mayor atractivo turístico de la ciudad. Existe desde el s. XVI, pero el aspecto actual se conforma tras la reforma de finales del s. XIX o principios del XX.

### Plaza de la Constitución

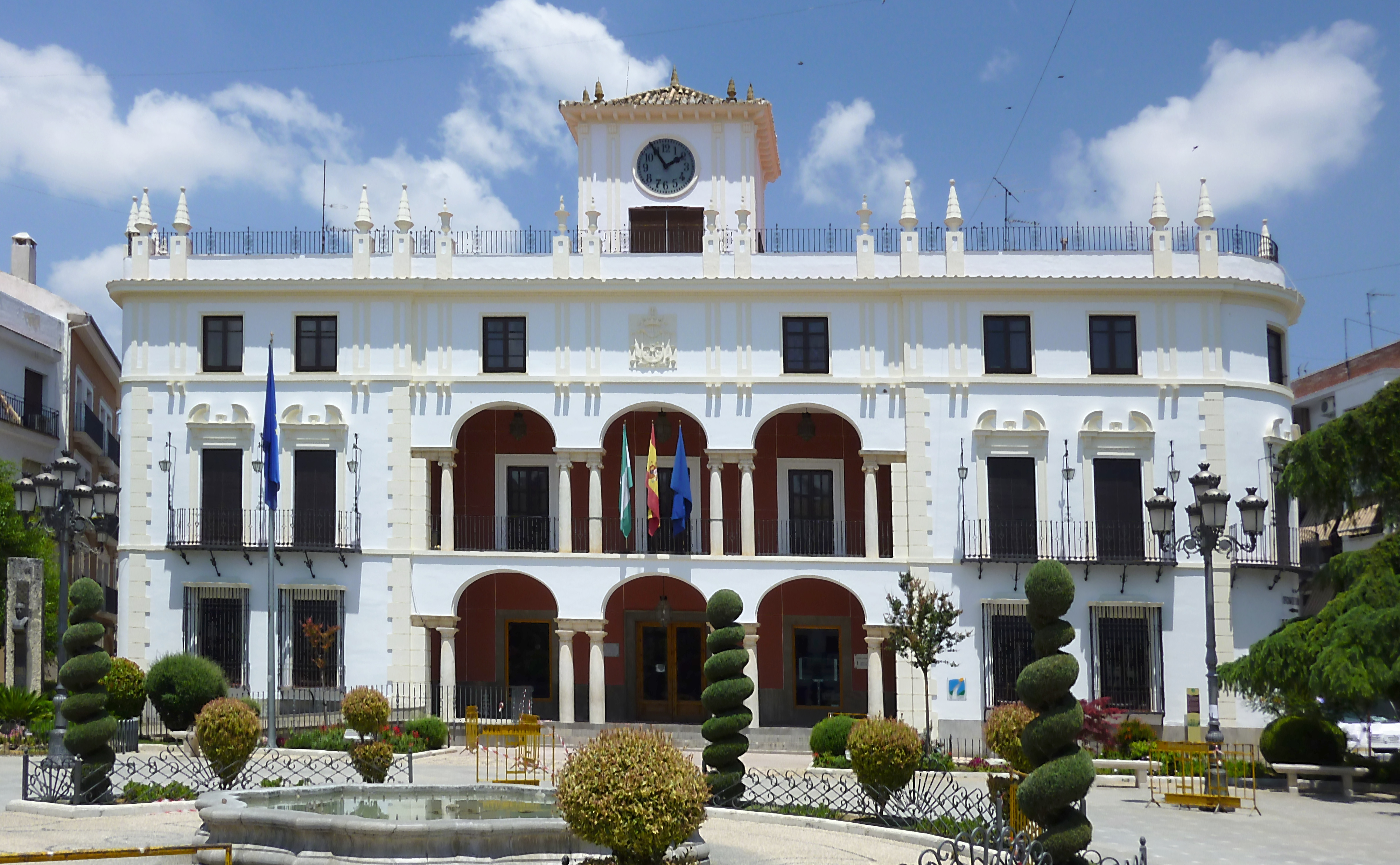
Casa consistorial de Priego de Córdoba

Conocida popularmente como "El paseíllo", se encuentra ubicada en el centro de la ciudad donde se alza el Ayuntamiento y la oficina de turismo.
Fue construido en 1952, sobre el lugar en el que antes se hallaba el Convento de Santa Clara, del que se conservan varios grandes lienzos en la zona noble del mismo.

### Torres vigías

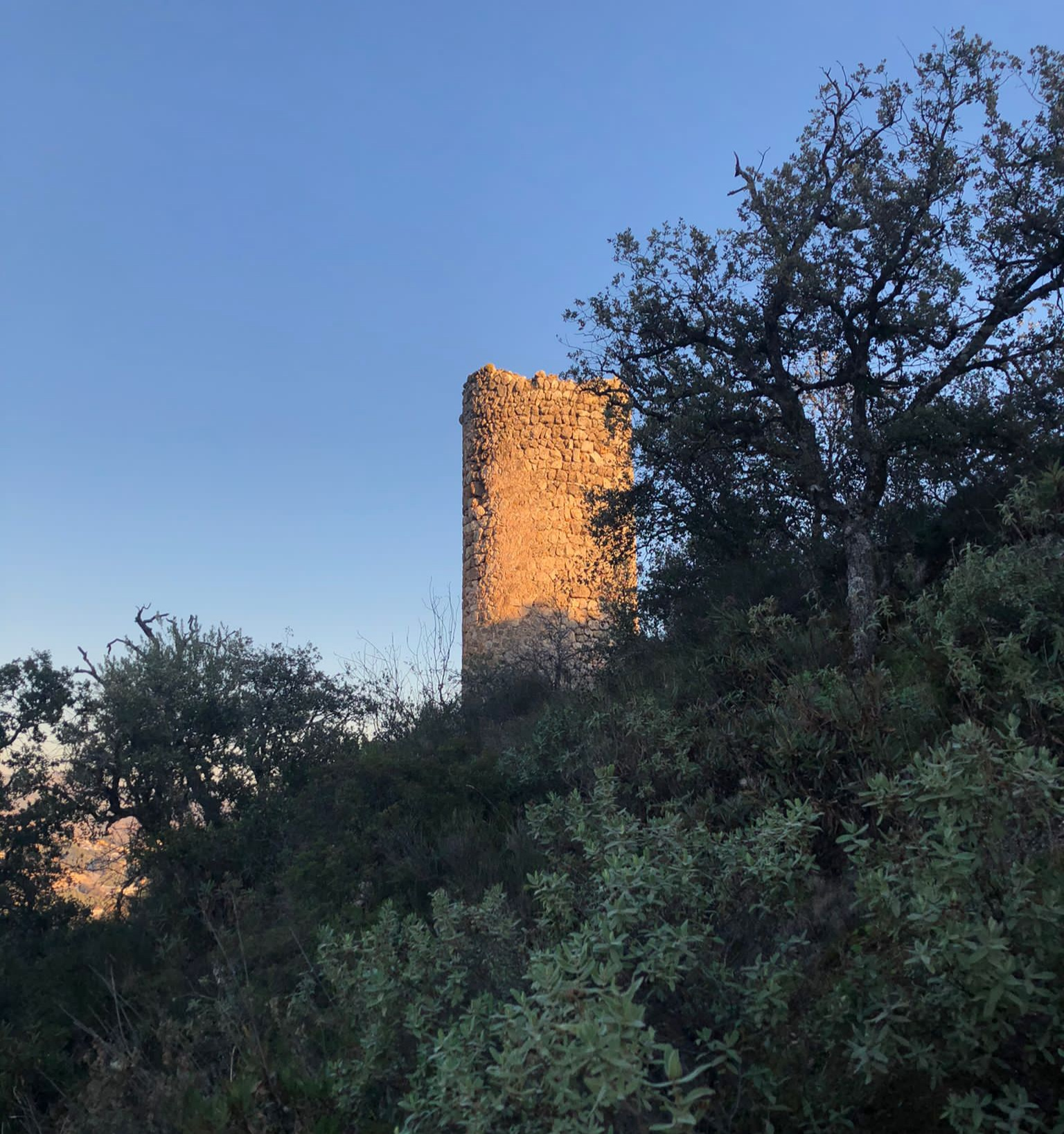
La torre de Jaula o Uclés formaba parte de un sistema de torres vigías que defendía los terrenos de Priego.

Priego de Córdoba, conocida en época islámica como Madinat Baguh, fue reconquistada por Fernando III el Santo en 1225. Sin embargo, el Reino nazarí de Granada consiguió recuperar el territorio durante nueve años, entre 1332 y 1341, en la que se construyeron diversas torres vigías o atalayas para proteger el territorio.

### Iglesias

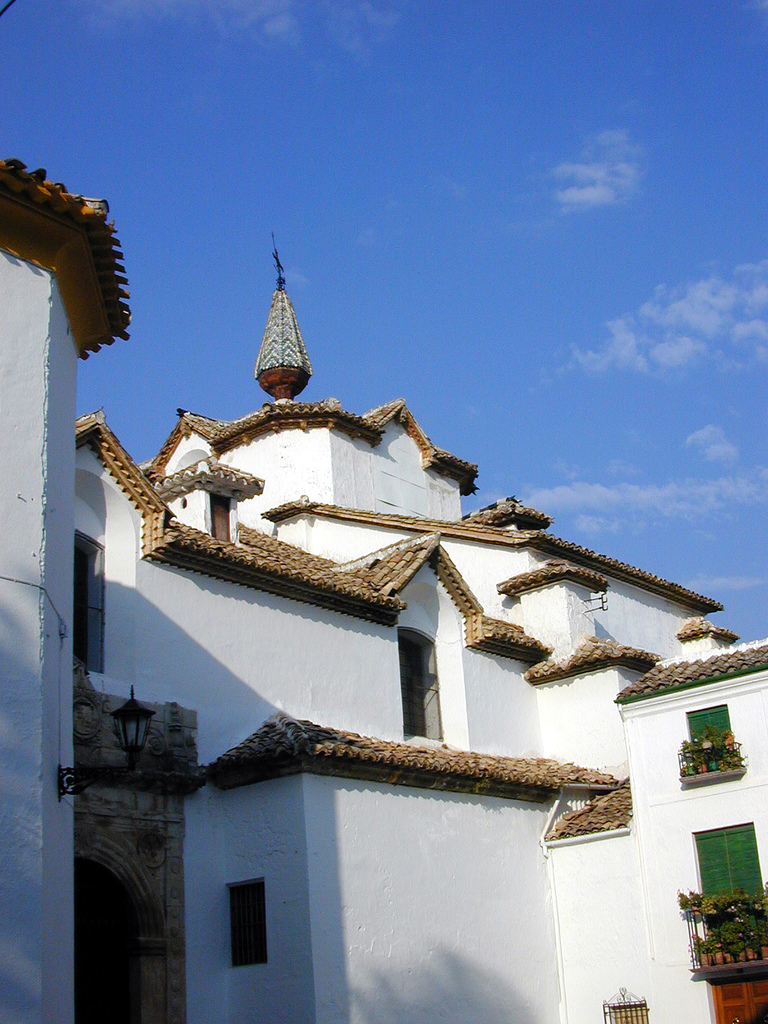
Iglesia de Nuestra Señora de la Asunción

- Iglesia de Nuestra Señora de la Asunción, Templo mayor de Priego con aspecto casi de fortaleza al exterior. Construida en 1525, es un edificio de trazas gótico-mudéjar y reformas barrocas. El Sagrario, una de las obras maestras del barroco español, fue realizado entre 1772 y 1784, y es Monumento Nacional desde 1932. La puerta de Santa Ana es de estilo plateresco. La reja de la puerta principal es de 1575 y la torre-campanario de 1541. Destaca el retablo mayor del Renacimiento tardío.
- Iglesia de Nuestra Señora de la Aurora y San Nicasio de Reims (Patrón de Priego), construida sobre una antigua mezquita del siglo XV, reformada en el siglo XVIII, en exuberante estilo rococó.
- Iglesia conventual de San Francisco de Asís, antigua advocación de San Esteban, es un templo gótico tardío o mudéjar, data de 1510, remodelado en el siglo XVIII en un espectacular Barroco. La iglesia es la sede canónica de la famosa imagen de Nuestro Padre Jesús Nazareno de Priego de Córdoba, popularmente llamado El Rey de Priego.
- Parroquia de Nuestra Señora del Carmen reedificada sobre la antigua ermita de San José, es de estilo barroco/neoclásico del siglo XVIII.
- Parroquia de Nuestra Señora de las Mercedes reedificada sobre la antigua ermita de San Antonio Abad, es de estilo barroco/neoclásico del siglo XVIII.
- Hospital e iglesia de San Juan de Dios, fundada en 1637 bajo la advocación de San Onofre, reedificada en 1717, de estilo barroco.
- Iglesia de Nuestra Señora de las Angustias, fundada en 1773, de estilo barroco.
- Iglesia de San Pedro antiguo convento de los alcantarinos de 1690 con algunos cambios en el siglo XVIII, de estilo barroco/neoclásico.
- Iglesia Nuestra Señora de la Cabeza, edificio moderno y perteneciente al colegio del mismo nombre la antigua iglesia, hoy desaparecida, databa del siglo XVII también conocida bajo la advocación de San Sebastián.
- Ermita del Calvario, su fecha es anterior a 1593 pero con posteriores reformas. En lo más alto de la población con un gran mirador.
- Ermita de Nuestra Señora de Belén data de 1747. Es bella pero sin tanta decoración en su interior.
- Parroquia de la Santísima Trinidad y María Inmaculada, construida en 1981 sobre unos solares pertenecientes a la familia de Niceto Alcalá-Zamora y Torres.
- Capilla de la Milagrosa (Situada en la Residencia "Fundación Mármol").
- Capilla de San José (Situada en la Residencia "Arjona Valera").
- Capilla de "La Macarena" (Centro Misioneros de la Esperanza (MIES)).

*Además de todas estas, la ciudad contaba con más iglesias, hoy desaparecidas, como: la ermita de San Marcos, la ermita de San Luis (antiguo cementerio), la ermita del Santo Cristo, la iglesia de Nuestra Señora del Rosario, la iglesia de San Antonio de Padua (convento de clarisas) o la iglesia de Santiago.

## Museos

### Museo Histórico Municipal

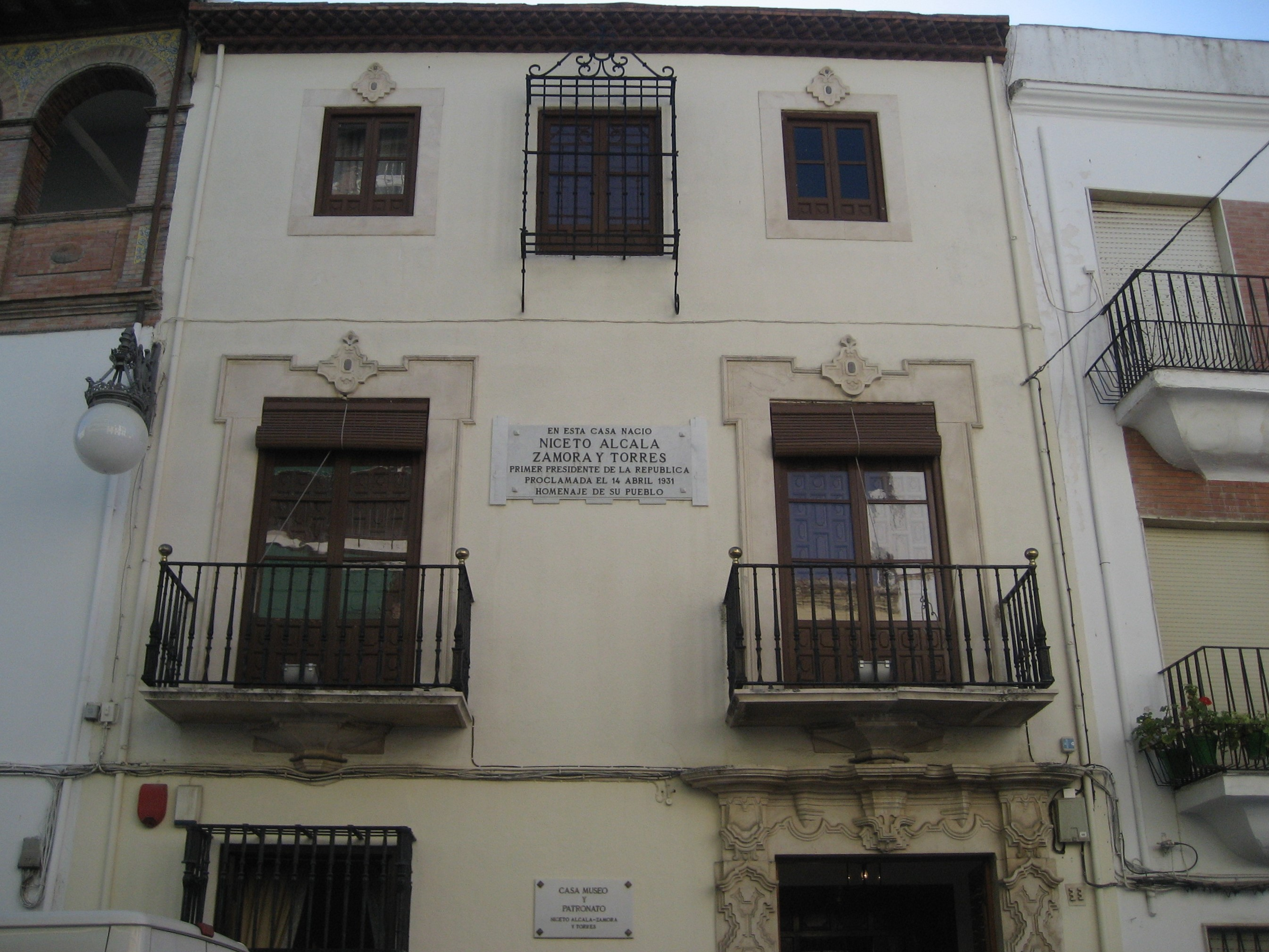
Casa Museo Niceto Alcalá-Zamora, museo abierto desde 1986 y lugar de nacimiento del presidente de la II República Niceto Alcalá-Zamora.

El Museo Histórico Municipal de Priego de Córdoba se encuentra situado en el centro cultural Adolfo Lozano Sidro en la calle "Carrera de las Monjas" y su función es la estudio, clasificación, exposición e investigación del patrimonio arqueológico del municipio, encontrándose inscrito en el Registro de Museos de Andalucía.
El museo fue creado el 24 de noviembre de 1983 y consta de cuatro salas, dedicadas al Paleolítico, al Neolítico, al mundo ibérico, al mundo romano y a la Edad Media.

### Casa Museo Niceto Alcalá-Zamora
La Casa Museo Niceto Alcalá-Zamora fue inaugurada como museo en 1987, se encuentra ubicado en la casa natal de Niceto Alcalá-Zamora, una casa señorial del siglo XX en la céntrica calle Río, como homenaje por ser el primer presidente de la Segunda República española.
Consta de planta baja con bodega, patio y jardín, y de dos plantas más. Están abiertas al público las plantas baja y primera. En ellas se pueden contemplar objetos personales de D. Niceto, documentos y material fotográfico.

### Museo Adolfo Lozano Sidro
Fundado en el año 2000, fue creado con el objetivo de promover la práctica, el disfrute de las artes plásticas y responsable del potenciamiento de las mismas en el municipio, además de profundizar en el estudio sobre el pintor Adolfo Lozano Sidro y la difusión de su obra.

### Museo del Paisaje Español Contemporáneo Antonio Povedano
Creado en el año 2000, su función es recoger los cuadros de pintores en los que su temática se centra en el paisaje.

## Centros educativos
La oferta educativa en Priego de Córdoba es variada, contando con los siguientes centros de educación para distintos niveles:

#### Educación infantil y primaria
- Colegio de Ángel Carrillo
- Colegio de Camacho Melendo
- Colegio de Cristóbal Luque Onieva
- Colegio de Niceto Alcalá Zamora
- Colegio Ntra. Sra. de las Angustias
- Colegio Rural Tiñosa
- Colegio San José Hermanos Maristas
- Colegio Virgen de la Cabeza

#### Educación Secundaria
- IES Álvarez Cubero.
- IES Carmen Pantión.
- IES Fernando III, el Santo. Primer curso académico 1952/1953.[21]
- Colegio Privado Concertado Nuestra Señora de las Angustias.
- Colegio Privado Concertado San José Hermanos Maristas.

#### Universidad
- Cátedra Intergeneracional "Profesor Francisco Santisteban" 2005-2006.
- Cursos de Franciscanismo.

#### Otros servicios educativos

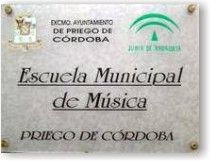
Placa de la Escuela de Música

- Escuela municipal de música y danza.
- Conservatorio elemental de música.
- Escuela oficial de idiomas.
- Centro de Educación Permanente Medina Bahiga.
- Equipo de Orientación Educativa (EOE).
- Centro del Profesorado Priego-Montilla.

#### Otras instituciones
- Fundación "Nuestra Señora de Belén".

## Residencias
- Residencia de personas mayores GEIS-96
- Residencia de personas mayores Arjona Valera
- Residencia de personas mayores Fundación Mármol
- Residencia Hospital de San Juan de Dios
- Centro de día Ntro. Padre Jesús Nazareno
- Centro de personas con discapacidad ALBASUR

## Semana Santa
Declarada Fiesta de Interés Turístico Nacional, la Semana Santa de Priego de Córdoba es una festividad religiosa vivida con gran fervor religioso en la localidad, visitada por innumerables turistas en sus días de máximo apogeo, siendo el Jueves Santo, con la salida de "Jesús en la Columna" y el Viernes Santo, con la subida al calvario de Jesús Nazareno, y contando las procesiones de las hermandades de los Dolores, Caridad, Mayor Dolor, Angustias y Soledad, los días con mayor afluencia de personas.

### Domingo de Ramos
El Domingo de Ramos realizan su estación de penitencias dos hermandades.
Por la mañana, en torno a las 12:00 horas, la Hermandad de Jesús en su Entrada Triunfal en Jerusalén y María Stma. de la Encarnación, Madre de los Desamparados, conocida popularmente como la "Hermandad de la Pollinica". Esta hermandad inaugura la Semana Santa de Priego con infinidad de niños portando sus palmas y vestidos de hebreos. El paso de Jesús en su Entrada Triunfal es llevado a ruedas y el de María Stma. de la Encarnación a estilo Malagueño.
Por la tarde, a las 19:00 horas, la Hermandad de Jesús en la Oración en el Huerto y María Stma. de la Paz, conocida como la "Hermandad de la Paz". Esta cofradía es la más joven, siendo primero pro-hermandad al ser bendecida la imagen de María Stma. de la Paz el 1 de julio del año 2000, y, siendo la bendición del Cristo el 20 de marzo de 2004, volviéndose Hermandad en el mismo año 2004 donde se dio la primera toma de posesión. Ambos pasos son portados al estilo Sevillano, la Virgen por costaleros y el Cristo por costaleras. En la actualidad, se encuentran inmensos en la conclusión de sus pasos procesionales por artesanos de la localidad.

### Lunes santo
El Lunes Santo, sobre las 21:00 horas, tiene lugar la salida de la Cofradía de María Stma. de los Dolores y Stmo. Cristo de la Buena Muerte, conocida popularmente como "Hermandad de los Dolores" desde la ermita del calvario.
Su largo trascurrir hacia la iglesia de la Asunción ofrece imágenes de gran emotividad para las personas congregadas. El "Cristo de la Buena Muerte", portado al estilo de la legión, está flanqueado por 4 antorchas que le dan un ambiente lúgubre y de gran misterio. La "Virgen de los Dolores" es portada en trono estilo malagueño con 5 varales y unos 200 hombres de trono bajo él. Muy característico de este desfile es el ronco sonido de sus tambores y sus fanfarrias, un total de 40 tambores y 16 bombos que tocan una melodía compuesta por el pianista y compositor prieguense Antonio López.

### Martes santo
El Martes Santo desfila la real y antigua hermandad de María Santísima de los Desamparados, popularmente conocida como "Hermandad de La Caridad", el "Cristo de la Expiración" y la "Virgen de los Dolores de Santiago" al pie de la Cruz.
El título de hermandad de la Caridad viene dado por el origen de esta, pues los hermanos de la caridad se dedicaban al socorro de los enfermos, desvalidos, pobres y presos, característica que a día de hoy sigue haciendo destacar a la hermandad, siendo el 50 % de los ingresos son destinados a obras de caridad.
Ayudaba al Ayuntamiento con los medios económicos de que disponía para hacer fosas comunes donde daban sepultura a las víctimas de una epidemia que asoló la ciudad entre 1650 y 1680. En 1789, Carlos III, por Real Decreto, autoriza a esta Hermandad a pedir limosnas públicamente, cosa que en aquellas fechas estaba prohibido y castigado.
Tiene fama su "Cristo de los Ajusticiados", que abre la marcha de la procesión. Este Cristo se instalaba en la capilla donde los reos condenados a muerte pasaban sus últimos momentos acompañados por varios "hermanos de la Caridad", que los asistían hasta la hora de su ejecución; después de la cual eran cubiertos con el Manto de los Ajusticiados, que por Real Decreto tenía la prerrogativa de que una vez ejecutado el reo y cubierto con el manto, si este no había fallecido se le conmutaba la pena por lo que no podía ser ajusticiado de nuevo.

### Miércoles santo
El Miércoles Santo, a las 21:00 horas, tiene lugar "El Prendimiento", un teatro pasionista que se representa en la localidad desde hace 300 años y su origen se remonta a un texto anónimo de mediados del siglo XVII. En él se representan las últimas horas de Jesucristo con sus apóstoles, con las escenas del pasaje evangélico del Lavatorio, Cena, Oración en el Huerto, Venta y su posterior prendimiento.
A las 22:00 horas, sale de la iglesia de San Juan de Dios la hermandad de Jesús Preso y María Santísima del Mayor Dolor. Fundada en 1988 y realizando su primera estación de penitencia en 1989. El Paso de misterio de Jesús Preso, lo compone Jesús Preso, un soldado romano y Pilatos (obras del fallecido tallista y fundador de la hermandad Niceto Mateos Porras). La talla la comenzó Niceto Mateos pero recientemente ha sido terminada por el actual hermano mayor Mº Ángel Jiménez Ballesteros. El paso de María Santísima del Mayor Dolor (también en fase de realización) procesiona bajo palio negro bordado por el taller de la hermandad. Ambos pasos son llevados a costal por sus cuadrillas de costaleros, creando escuela en la localidad.

### Jueves Santo
El Jueves Santo tiene lugar la salida de la "Hermandad Real y Pontífica Archicofradía Sacramental de la Santa Vera Cruz, Nuestro Padre Jesús en la Columna y María Santísima de la Esperanza", conocida popularmente como "La Columna". Esta es la hermandad más antigua de Priego de Córdoba, datando su fundación en el año 1550 como la Hermandad de la Vera Cruz. Más tarde se agregarían como titulares de la Cofradía Nuestro Padre Jesús en la Columna y la Virgen de la Esperanza.
Musicalmente hablando, acompaña la banda de tambores de la hermandad, el grupo de chaquetillas colorás también de la hermandad, y la banda sinfónica municipal de la escuela municipal de música y Danza de Priego en el palio.

### Viernes Santo
Durante la noche del Jueves Santo al Viernes Santo, tiene lugar en la iglesia de San Pedro los "Turnos de Vela al Santísimo Cristo Yacente" de la "Real Hermandad y Cofradía del Santo Entierro de Cristo y María Santísima de la Soledad Coronada" en la que por turnos, los hermanos de la Hermandad soleana así como de otras hermandades de la localidad guardan vela al Santísimo Cristo que se encuentra situado fuera de su urna sobre un catafalco, tras Él, la Virgen de la Soledad que aguarda resignada en su paso, en un ambiente silencioso, oscuro y de total recogimiento roto únicamente por los rezos de cantos gregorianos y por el sonido de la pértiga que anuncia el cambio de turno, es uno de los cultos más solemnes de toda la Semana Santa prieguense.
A la 1 de la madrugada, la "Hermandad de los Dolores" hace su camino de vuelta al calvario desde la iglesia de la Asunción por las "veredillas".
Por la mañana, la "Hermandad de Nuestro Padre Jesús Nazareno" realiza su estación de penitencia. A las 8 de la mañana el escuadrón de los romanos de dicha cofradía se une y va a recoger al capitán del mismo. Realizan un pasacalles hasta la fuente de la Salud, donde se une la banda de tambores, la banda de los Turutas, perteneciente también a la Cofradía. Desde allí cada grupo realiza un pasacalles de nuevo hasta llegar a la iglesia de san Francisco. A las 11 de la mañana del viernes, se abren las puertas para que procesione san Juan, la Verónica y María Magdalena, en un segundo paso la Virgen de los Dolores Nazarena y por último Nuestro Padre Jesús Nazareno cuya imagen es llevada a hombros de los ciudadanos. Destaca el paso "redoblao" hasta el calvario, donde bendice al pueblo y al hornazo.
Hacia las 8 de la noche, hace su salida la "Hermandad de las Angustias" donde desfila el cristo en su descendimiento y la virgen de las Angustias con un ritmo pausado, fúnebre, con el angustioso sonido de la banda de bombos y timbales, dando al desfile un tono aún más lúgubre.

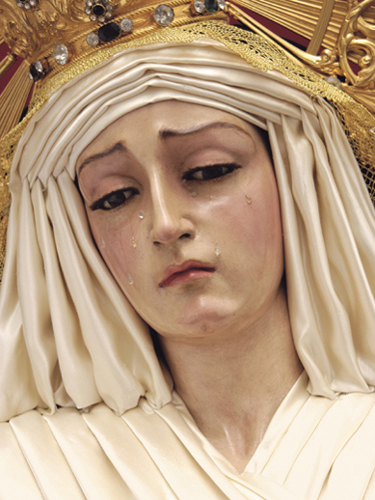
Titular de la Real Hermandad y Cofradía del Santo Entierro de Cristo y María Santísima de la Soledad Coronada de Priego de Córdoba.

Cerrando la noche del Viernes Santo hace estación de penitencia desde la iglesia de San Pedro la "Real Hermandad y Cofradía del Santo Entierro de Cristo y María Santísima de la Soledad Coronada de Priego de Córdoba", tercera Hermandad en antigüedad de Priego, fundada en 1594, en la que desfila el Cristo Yacente (imagen atribuida al maestro Pablo de Rojas) en magnífica urna barroca de principios del siglo XX y María Santísima de la Soledad Coronada (de posible atribución al maestro José de Mora) en paso de palio de alpaca de los talleres Villarreal de Sevilla.
La Virgen de la Soledad es la primera y única imagen de la ciudad que ostenta el más alto reconocimiento a una imagen mariana que concede la Iglesia católica como es la Coronación Canónica, que tuvo lugar el 26 de junio de 1994, coincidiendo con el IV aniversario fundacional de la Hermandad. Por este motivo fue la única imagen de Priego en participar en la procesión magna mariana "Regina Mater" en la ciudad de Córdoba el 27 de junio de 2015 como broche de oro a los actos del 775 aniversario de la consagración de la Mezquita en Catedral de la diócesis.
Sigue considerándose como "Procesión Oficial" pero debido a cambios de juicio obispal, la diócesis de Córdoba creyó conveniente poner a la Hermandad de Ntro. Padre Jesús Resucitado como legítimo titular de "Procesión Oficial".

### Domingo de resurrección
La Real Hermandad de Nuestra Señora de la Cabeza y Nuestro Padre Jesús Resucitado, popularmente conocida como "Hermandad del Resucitado", hace su salida el Domingo de Resurrección por la mañana, aunque hubo un tiempo en que hacía un recorrido doble, bajando el Sábado Santo a la iglesia de la Asunción y subiendo a su ermita el domingo. En la actualidad realiza el siguiente recorrido: iglesia de la Virgen de la Cabeza, Estación. Málaga, Ancha, Río, carrera de las Monjas, Palenque, Lozano Sidro y Virgen de la Cabeza.
El trono de Jesús Resucitado era acompañado hasta 2014 por su propia agrupación musical, pero esta pasó a formar parte de la banda de CCyTT Passio Christi de Priego de Córdoba y desde entonces es la encargada de acompañar al trono cada domingo de resurrección.
El trono de María Santísima de la Cabeza es acompañado oficialmente por la Banda Sinfónica de la escuela municipal de música y danza de Priego.

## Tradiciones y fiestas locales

### Feria Real
La Feria Real de Priego de Córdoba, se celebra del 31 de agosto al 5 de septiembre. La fecha fue modificada por primera vez en 2013 por el pleno del ayuntamiento para que pudiera combinar con el fin de semana.

### AgroPriego
Feria de Maquinaria Agrícola, Fertilizantes, Fitosanitarios y Agroalimentaria que se realiza en Priego de Córdoba a mediados del mes de septiembre.

### Semana Santa
Festividad religiosa vivida con gran fervor religioso en la localidad.

### Otras
- Paseo de los "Hermanos campanilleros de la Aurora", tradición local que se remonta a más de cuatro siglos de existencia y que consiste en una comparsa que, partiendo de la "Iglesia de la Aurora", recorre todos los sábados a medianoche las calles del pueblo, entonando canciones populares dedicadas a la Virgen,
- Fiestas locales del Corpus Christi, que se sigue celebrando el jueves.
- Domingos de Mayo, en los que cada domingo desfila una procesión.
- Feria del Ganado, del día 3 al 5 de septiembre.

### Patrones de la ciudad
- Inmaculada Concepción, regidora mayor y perpetua de la ciudad de Priego de Córdoba desde 1945.

Festividad: 8 de diciembre.
- San Nicasio, obispo y mártir, patrón perpetuo de la ciudad de Priego de Córdoba.

Festividad: 14 de diciembre.

## Medios de comunicación
En Priego de Córdoba existen varios medios de comunicación de distinto tipo de reproducción Algunos de ellos son:
- Periódico Adarve, quincenario independiente fundado en 1952.
- Tele Priego, televisión local.
- Priego Digital, periódico digital a través de Internet.
- Radio Priego, emisora municipal.

## Gastronomía
- Aceite de oliva virgen con Denominación de Origen "Priego de Córdoba".
- Turrolate.
- Hornazos de Semana Santa.
- Relleno de carnaval.
- El piñonate.
- Revuelto de collejas.
- Albóndigas de Semana Santa.
- Flamenquín Cordobés.
- Salmorejo.
- Rabo de toro.
- Palillos de leche de Semana Santa.
- Camuesas.